# Olympische Winterspiele 1988/Skilanglauf – 4 × 5 km (Frauen)
Die 4 × 5-km-Skilanglaufstaffel der Frauen bei den Olympischen Winterspielen 1988 fand am 21. Februar 1988 im Canmore Nordic Centre in Canmore statt. Olympiasieger wurde die sowjetische Staffel mit Swetlana Nageikina, Nina Gawriljuk, Tamara Tichonowa und Anfissa Reszowa. Die Silbermedaille ging an die Staffel aus Norwegen, Bronze an Finnland.

## Daten
- Datum: 21. Februar 1988, 9:30 Uhr
- Höhenunterschied: 98 m
- Maximalanstieg: 50 m
- Totalanstieg: 204 m
- 48 Teilnehmer aus 12 Ländern, davon alle in der Wertung

## Ergebnisse
| Platz | Land/Sportlerinnen                                                                   | Zeit                                                        |
| ----- | ------------------------------------------------------------------------------------ | ----------------------------------------------------------- |
| 1     | Sowjetunion Swetlana Nageikina Nina Gawriljuk Tamara Tichonowa Anfissa Reszowa       | 59:51,1 min 15:12,4 min 15:06,7 min 14:53,9 min 14:38,1 min |
| 2     | Norwegen Trude Dybendahl Marit Wold Anne Jahren Marianne Dahlmo                      | 1:01:33,0 h 15:37,8 min 15:32,2 min 15:31,6 min 14:51,4 min |
| 3     | Finnland Pirkko Määttä Marja-Liisa Kirvesniemi Marjo Matikainen Jaana Savolainen     | 1:01:53,8 h 15:46,0 min 15:22,1 min 15:21,8 min 15:23,9 min |
| 4     | Schweiz Karin Thomas Sandra Parpan Evi Kratzer Christine Gilli-Brügger               | 1:01:59,4 h 15:26,8 min 16:24,7 min 15:40,3 min 14:27,6 min |
| 5     | DDR Kerstin Moring Simone Opitz Silke Braun Simone Greiner-Petter                    | 1:02:19,9 h 15:26,3 min 15:28,6 min 16:42,4 min 14:42,6 min |
| 6     | Schweden Lis Frost Anna-Lena Fritzon Karin Lamberg-Skog Marie-Helene Westin          | 1:02:24,9 h 16:36,5 min 15:16,3 min 16:01,6 min 14:30,5 min |
| 7     | Tschechoslowakei Ľubomíra Balážová Viera Klimková Ivana Rádlová Alžbeta Havrančíková | 1:03:37,1 h 16:45,8 min 15:28,3 min 16:28,4 min 14:54,6 min |
| 8     | Vereinigte Staaten Dorcas DenHartog Leslie Thompson Nancy Fiddler Leslie Krichko     | 1:04:08,8 h 15:56,6 min 15:31,6 min 16:34,3 min 16:06,3 min |
| 9     | Kanada Angela Schmidt-Foster Carol Gibson Lorna Sasseville Marie-Andrée Masson       | 1:04:22,6 h 15:52,4 min 16:19,3 min 16:36,2 min 15:34,7 min |
| 10    | Italien Klara Angerer Guidina Dal Sasso Elena Desderi Stefania Belmondo              | 1:04:23,6 h 17:02,6 min 15:31,2 min 16:46,7 min 15:03,1 min |
| 11    | BR Deutschland Stefanie Birkelbach Karin Jäger Birgit Kohlrusch Sonja Bilgeri        | 1:05:48,6 h 17:02,0 min 15:49,7 min 16:51,1 min 16:05,8 min |
| 12    | Rumänien Ileana Ianoșiu-Hangan Mihaela Cârstoi Adina Țuțulan-Șotropa Rodica Drăguș   | 1:10:59,9 h 18:58,9 min 17:38,5 min 17:44,8 min 16:37,7 min |